# Lijst van burgemeesters van Weststellingwerf
Dit is een lijst van burgemeesters van de Nederlandse gemeente Weststellingwerf in de provincie Friesland.
| Ambtsperiode | Naam burgemeester                 | Partij of stroming | Bijzonderheden                                       |
| ------------ | --------------------------------- | ------------------ | ---------------------------------------------------- |
| 1851 - 1854  | Johannes Bieruma Oosting          |                    | Voorafgaand sinds 1850 grietman van Weststellingwerf |
| 1854 - 1878  | Jacob Sickenga                    |                    |                                                      |
| 1878 - 1907  | Sjoerd Sleeswijk                  |                    |                                                      |
| 1907 - 1934  | Cornelis van Nijmegen Schonegevel |                    |                                                      |
| 1934 - 1945  | Eugen Nicolaas Walle Maas         |                    |                                                      |
| 1945 - 1945  | Tjeerd van der Veen               | NSB                |                                                      |
| 1945 - 1947  | Hendrik Dedden                    |                    | Waarnemend                                           |
| 1947 - 1963  | Hendrik Huisman                   | PvdA               |                                                      |
| 1963 - 1982  | Luitzen Boelens                   | PvdA               |                                                      |
| 1982 - 1989  | Jan Schurer                       | PvdA               |                                                      |
| 1989 - 2005  | Remco Heite                       | PvdA               |                                                      |
| 2005 - 2017  | Gerard van Klaveren               | VVD                |                                                      |
| 2017 - 2025  | André van de Nadort               | PvdA               |                                                      |
| 2025 - heden | Stieneke van der Graaf            | CU                 | Waarnemend                                           |